# يوهان هاينريش ألستيد
يوهان هاينريش ألستيد (مارس 1588 - 9 نوفمبر 1638)، يوصف بأنه «الأب الحقيقي لجميع الموسوعات»، كان وزيرًا وأكاديميًا ترانسيلفانيا ساكسوني المولد في ألمانيا، كان معروفًا باهتماماته المتنوعة: في الراموسية واللوليسية، وعلم التربية، والموسوعات واللاهوت والمليارية. لاحظ معاصروه الجناس الناقص بين كلمتَي ألستيد و(sedulitas)، التي تعني «العمل الجاد» في اللاتينية.

## حياته
ولد ألستيد في ميتينار. تلقى تعليمه في أكاديمية هيربورن في ولاية هيسن، ودرس على يد يوهانس بيسكاتور. درس منذ عام 1606 في جامعة ماربورغ، وكان رودولف جوكلينيوس، وغريغوريوس شونفيلد، ورافائيل إيجلي بعض أساتذته. في العام التالي ذهب إلى بازل، حيث كان أساتذته ليوناردت زوبلر للرياضيات، وأماندوس بولانوس فون بولانسدورف للاهوت، ويوهان بوكستورف. عاد في عام 1608 إلى أكاديمية هيربورن للتدريس كأستاذ للفلسفة واللاهوت.
نُفي ألستيد لاحقًا خلال حرب الثلاثين عامًا إلى ترانسيلفانيا، حيث مكث هناك لبقية حياته. في عام 1629، غادر ألمانيا التي مزقتها الحرب متجهًا إلى فايسنبورج (ألبا يوليا الآن في رومانيا) لتأسيس أكاديمية كالفينية، فقد عادت العائلة المالكة في ترانسلفانيا للتو من التوحيدية إلى الكالفينية، وكان ألستيد ويوهانس بيسترفيلد أستاذين ألمانيين طُلبا بهدف تحسين المعايير. وكان من بين الطلاب يانوس أباتزاي تشيري.
توفي ألستيد في ألبا يوليا عام 1638.

## الأعمال

### موسوعاته
يُطلق على ألستيد لقب «أحد أهم الموسوعيين في كل العصور». لقد كان كاتبًا غزير الإنتاج، وكانت «الموسوعة» (التي نشرها عام 1630) تتمتع بسمعة طيبة، وسبقتها أعمال أقصر، بما في ذلك الموسوعة الفلسفية عام 1608. قُسّمت «الموسوعة» إلى 35 كتابًا، وتحتوي على 48 جدولًا سينوبتيكيًا بالإضافة إلى فهرس. وصفها ألستيد بأنها «تنظيم منهجي لكل الأشياء التي يجب أن يتعلمها الإنسان في هذه الحياة. باختصار، إنها مجمل المعرفة». أشاد بها برنارد لامي وكوتون ماذر في ذلك الوقت. بدأ مشروع موسوعي غير مكتمل لجوتفريد فيلهلم لايبنتز كخطة لتوسيع وتحديث موسوعة ألستيد، واشترى كاتب اليوميات الشهير صموئيل بيبس نسخة منها في عام 1660، بعد ثلاثين عامًا من نشرها لأول مرة. على الرغم من أن جاكوب توماسيوس انتقدها بالسرقة الأدبية، لكن وصفها أوغسطس دي مورغان لاحقًا بأنها «الأب الحقيقي لجميع الموسوعات، أو مجموعات الأطروحات، أو الأعمال التي تسود فيها تلك الشخصية».
ينص تاريخ كامبريدج لفلسفة عصر النهضة، ص. 632، في سياق الميتافيزيقا الكالفينية على:
«ظهرت في أعمال المؤلفين مثل كليمنس تيمبلر من هايدلبرغ وستاينفورت، وبارتولوميوس كيكرمان من هايدلبرغ ودانزيغ، ويوهان هاينريش ألستيد من هيربورن، رؤية جديدة موحدة لموسوعة التخصصات العلمية التي كان أسندها علم الوجود إلى كل علم من العلوم الخاصة بمجاله المناسب».
في كتابه عقل نيو إنجلاند، كتب بيري ميلر عن الموسوعة:
«لم يكن في الواقع أقل من ملخص، في فقرات متتالية ومرقمة، لكل ما تصوره أو اكتشفه عقل الإنسان الأوروبي حتى الآن. لقد لخص ومنهج أعمال أكثر من خمسمئة مؤلف، من أرسطو إلى جيمس الأول، بما في ذلك تلك الخاصة بالأكويني، وسكوتوس، ولاهوت العصور الوسطى، إضافة إلى تلك الخاصة بعلوم العصور الوسطى، مثل دي ناتورا ريروم».
أعيد إصداره كنسخة طبق الأصل مكونة من 4 مجلدات، حررها دبليو. شميدت-بيجمان (مطبعة فرومان-هولتزبوغ، شتوتغارت-باد كانستات، 1989-1990).

#### موسوعة ألستيديوس الكتابية
في عام 1610، نشر ألستيد الطبعة الأولى من موسوعته. وفي عام 1630، نشر طبعة ثانية بشكل أكثر شمولًا، في مجلدين كبيرين. في الطبعة الثانية، صرح بأنه اختزل العديد من فروع الفن والعلوم المعروفة آنذاك والتي دُرست ضمن قسم واحد. يحاول ألستيد في موسوعته الكتابية إثبات أنه يمكن العثور على أساس ومواد كل شيء في الكتاب المقدس. تحتوي الكتب الأربعة الأولى على عرض للمواضيع المختلفة التي سيناقشها لاحقًا. خصص ستة كتب لعلم اللغة، وعشرة للفلسفة التأملية، وأربعة للمسائل العملية. ثم أتبعها بثلاثة في الكلام والفقه والطب، وثلاثة في الفنون الميكانيكية، وخمسة في التاريخ والتسلسل الزمني والمتنوعات. أظهر هذا العمل تحسنًا كبيرًا في الأعمال المنشورة الأخرى التي يُزعم أنها موسوعات في النصف الأخير من القرن السادس عشر والنصف الأول من القرن السابع عشر.